# 大阿劳林
大阿劳林（西班牙語：Alhaurín el Grande），是西班牙安达卢西亚自治区马拉加省的一个市镇。 总面积73平方公里，总人口17764人（2001年），人口密度243人/平方公里。

## 人口
| 大阿劳林               |
|                        |
| 来源：西班牙国家统计局 |